# Municipio de Wang
El municipio de Wang (en inglés: Wang Township) es un municipio ubicado en el condado de Renville en el estado estadounidense de Minnesota. En el año 2010 tenía una población de 249 habitantes y una densidad poblacional de 2,65 personas por km².

## Geografía
El municipio de Wang se encuentra ubicado en las coordenadas 44°50′50″N 95°25′20″O / 44.84722, -95.42222. Según la Oficina del Censo de los Estados Unidos, el municipio tiene una superficie total de 93.81 km², de la cual 93,81 km² corresponden a tierra firme y (0 %) 0 km² es agua.

## Demografía
Según el censo de 2010, había 249 personas residiendo en el municipio de Wang. La densidad de población era de 2,65 hab./km². De los 249 habitantes, el municipio de Wang estaba compuesto por el 98,8 % blancos y el 1,2 % eran de una mezcla de razas. Del total de la población el 4,42 % eran hispanos o latinos de cualquier raza.